# Kamienica Strisowera w Jarosławiu
Kamienica Strisowera – jeden z zabytków architektury mieszczańskiej w Jarosławiu.
Zbudowana w latach 1898-1899 dla Juliusza Strisowera – przedsiębiorcy, zasłużonego wiceburmistrza miasta, prezesa kahału w Jarosławiu. Na parterze mieściła się restauracja i kawiarnia „Grand”, późniejsza „Stylowa”. Należy do najbardziej reprezentacyjnych kamienic miasta nawiązujących do najlepszych wzorców XIX-wiecznej architektury Wiednia i Lwowa. Obecnie siedziba Podkarpackiego Banku Spółdzielczego.

## Literatura
- Tablica informacyjna w ramach projektu „Jarosławski Park Kulturalny”